# Pleuranthodium
Pleuranthodium es un género de plantas con flores perteneciente a la familia Zingiberaceae. Comprende 23 especies descritas y  aceptadas.

## Taxonomía
El género fue descrito por (K.Schum.) R.M.Sm. y publicado en Edinburgh Journal of Botany 48(1): 63. 1991.

## Especies aceptadas
A continuación se brinda un listado de las especies del género Pleuranthodium aceptadas hasta febrero de 2013, ordenadas alfabéticamente. Para cada una se indica el nombre binomial seguido del autor, abreviado según las convenciones y usos:
- Pleuranthodium biligulatum (Valeton) R.M.Sm. (1991)
- Pleuranthodium branderhorstii (Valeton) R.M.Sm. (1991)
- Pleuranthodium comptum (K.Schum.) R.M.Sm. (1991)
- Pleuranthodium floccosum (Valeton) R.M.Sm. (1991)
- Pleuranthodium floribundum (K.Schum.) R.M.Sm. (1991)
- Pleuranthodium gjellerupii (Valeton) R.M.Sm. (1991)
- Pleuranthodium hellwigii (K.Schum.) R.M.Sm. (1991)
- Pleuranthodium iboense (Valeton) R.M.Sm. (1991)
- Pleuranthodium macropycnanthum (Valeton) R.M.Sm. (1991)
- Pleuranthodium neragaimae (Gilli) R.M.Sm. (1991)
- Pleuranthodium papilionaceum (K.Schum.) R.M.Sm. (1991)
- Pleuranthodium pedicellatum (Valeton) R.M.Sm. (1991)
- Pleuranthodium peekelii (Valeton) R.M.Sm. (1991)
- Pleuranthodium pelecystylum (K.Schum.) R.M.Sm. (1991)
- Pleuranthodium piundaundensis (P.Royen) R.M.Sm. (1991)
- Pleuranthodium platynema (K.Schum.) R.M.Sm. (1991)
- Pleuranthodium pterocarpum (K.Schum.) R.M.Sm. (1991)
- Pleuranthodium racemigerum (F.Muell.) R.M.Sm. (1991)
- Pleuranthodium roemeri (Valeton) R.M.Sm. (1991)
- Pleuranthodium schlechteri (K.Schum.) R.M.Sm. (1991)
- Pleuranthodium scyphonema (K.Schum.) R.M.Sm. (1991)
- Pleuranthodium tephrochlamys (K.Schum. & Lauterb.) R.M.Sm. (1991)
- Pleuranthodium trichocalyx (Valeton) R.M.Sm. (1991)